# 기리크 막 둥갈
기리크 막 둥갈(중세 아일랜드어: Giric mac Dúngail, 스코틀랜드 게일어: Griogair mac Dhunghail, ? - 890년경)은 픽트인의 왕이다. 아일랜드어 연대기들과 앵글로색슨 문헌들에는 기리크의 치세에 관한 기록이 전혀 없다. 기리크에 관한 희박한 기록들도 서로 모순된다. 오늘날의 학자들은 기리크가 단독왕이었는지 오하드 막 룬과 공동왕이었는지 결론내리지 못하고 있다.
이렇듯 알려진 것이 거의 없지만 기리크는 중세 성기 스코틀랜드의 역사에서 중요한 인물로 취급된다. 포르둔의 존, 윈토운의 앤드루, 헥토르 보이치우스, 조지 뷰캐넌 등은 기리크를 "그레고리 대왕"이라고 부르며 그가 잉글랜드와 아일랜드의 절반을 정복했다고 기록했다.

## 참고문헌
- Alan Orr Anderson, Scottish Annals from English Chronicles. D. Nutt, London, 1908.